# 鎌倉二十四地蔵霊場

宝戒寺境内にある「地蔵尊廿四所順拝碑」

鎌倉二十四地蔵霊場（かまくらにじゅうよんじぞうれいじょう）は、神奈川県鎌倉市を中心とする24か所の地蔵霊場のこと。
鎌倉二十四ヶ所地蔵尊巡り、鎌倉二十四所地蔵巡拝などとも。

## 概要
鎌倉市に所在する地蔵菩薩を巡拝する霊場であり、巡拝日として毎年4月18日が定められている。
江戸時代宝暦年間（1751年 – 1764年）に成立した「鎌倉廿四ヶ所地蔵尊霊場」を源流とするが、これは明治元年の廃仏毀釈運動を機に一度廃れた。運動から霊場への影響として、一部の尊像が失われたり、移転するなどの出来事が起きたことが宝戒寺の碑文に記されている。例として、松源寺が廃寺となって19番本尊である日金地蔵が横須賀市の東漸寺へ、2番本尊である法恩寺地蔵は法華堂から来迎寺へと移転している。
1901年（明治34年）夏季になり、宝戒寺の住持であった静川慈潤が発起して協力を募り、3名の信徒と共に（幾らかの霊場変更を行ったのち）復興となったという。先述の巡拝日はこの際に新しく制定されたものである。

## 鎌倉二十四地蔵霊場の一覧
| No. | 山号   | 寺号       | 寺号の読み         | 札所本尊               | 宗派           | 所在地       |
| --- | ------ | ---------- | ------------------ | ---------------------- | -------------- | ------------ |
| 1   | 金龍山 | 宝戒寺     | ほうかいじ         | 唐仏子育経読地蔵       | 天台宗         | 鎌倉市小町   |
| 2   | 満光山 | 来迎寺     | らいこうじ         | 報恩寺岩上地蔵         | 時宗           | 鎌倉市西御門 |
| 3   | 鷲峰山 | 覚園寺     | かくおんじ         | 黒地蔵・火焚き地蔵     | 真言宗泉涌寺派 | 鎌倉市二階堂 |
| 4   | 大蔵山 | 杉本寺     | すぎもとでら       | 杉本太郎身代地蔵       | 天台宗         | 鎌倉市二階堂 |
| 5   | 岩蔵山 | 光触寺     | こうそくじ         | 塩嘗地蔵               | 時宗           | 鎌倉市十二所 |
| 6   | 大蔵山 | 杉本寺     | すぎもとでら       | 尼将軍地蔵             | 天台宗         | 鎌倉市二階堂 |
| 7   | 錦屏山 | 瑞泉寺     | ずいせんじ         | どこも苦地蔵           | 臨済宗円覚寺派 | 鎌倉市二階堂 |
| 8   | 新居山 | 円応寺     | えんのうじ         | 詫言地蔵               | 臨済宗建長寺派 | 鎌倉市山ノ内 |
| 9   | 巨福山 | 建長寺     | けんちょうじ       | 心平寺綿帽子地蔵       | 臨済宗建長寺派 | 鎌倉市山ノ内 |
| 10  | 巨福山 | 建長寺     | けんちょうじ       | 斉田地蔵、身代わり地蔵 | 臨済宗建長寺派 | 鎌倉市山ノ内 |
| 11  | 巨福山 | 半僧坊     | はんそうぼう       | 勝上嶽地蔵             | 臨済宗建長寺派 | 鎌倉市山ノ内 |
| 12  | 金宝山 | 浄智寺     | じょうちじ         | 聖比丘地蔵             | 臨済宗円覚寺派 | 鎌倉市山ノ内 |
| 13  | 瑞鹿山 | 円覚寺     | えんがくじ         | 手引地蔵               | 臨済宗円覚寺派 | 鎌倉市山ノ内 |
| 14  | 瑞鹿山 | 佛日庵     | ぶつにちあん       | 矢柄地蔵               | 臨済宗円覚寺派 | 鎌倉市山ノ内 |
| 15  |        | 岩船地蔵堂 | いわふねじぞうどう | 岩船地蔵               | 臨済宗建長寺派 | 鎌倉市扇ガ谷 |
| 16  | 泉谷山 | 浄光明寺   | じょうこうみょうじ | 網引地蔵               | 真言宗泉涌寺派 | 鎌倉市扇ヶ谷 |
| 17  | 泉谷山 | 浄光明寺   | じょうこうみょうじ | 矢拾地蔵               | 真言宗泉涌寺派 | 鎌倉市扇ヶ谷 |
| 18  | 亀谷山 | 寿福寺     | じゅふくじ         | 延命地蔵               | 臨済宗建長寺派 | 鎌倉市扇ヶ谷 |
| 19  | 松得山 | 東漸寺     | とうぜんじ         | 日金地蔵               | 浄土宗         | 横須賀市武   |
| 20  | 霊鷲山 | 極楽寺     | ごくらくじ         | 導き地蔵               | 真言律宗       | 鎌倉市極楽寺 |
| 21  | 霊鷲山 | 極楽寺     | ごくらくじ         | 月影地蔵               | 真言律宗       | 鎌倉市極楽寺 |
| 22  | 天照山 | 光明寺     | こうみょうじ       | 鉢地蔵                 | 浄土宗         | 鎌倉市材木座 |
| 23  | 帰命山 | 延命寺     | えんめいじ         | 裸地蔵、身代わり地蔵   | 浄土宗         | 鎌倉市材木座 |
| 24  | 祇園山 | 安養院     | あんよういん       | 日限地蔵、子安地蔵     | 浄土宗         | 鎌倉市大町   |